# ایگل کریک (اورگن)
ایگل کریک (به انگلیسی: Eagle Creek) یک منطقهٔ مسکونی در ایالات متحده آمریکا است که در شهرستان کلاکاماس، اورگن واقع شده‌است.